# حشره‌خوار دم‌کلفت
حشره‌خوار دم‌کلفت (نام علمی: Crocidura brunnea) نام یک گونه از سرده حشره‌خوارهای دندان‌سفید است.